# Michael Pepper
Sir Michael Pepper (* 10. August 1942) ist ein britischer Festkörperphysiker, bekannt für Arbeiten zu Nanostrukturen in Halbleitern und als Pionier beim Studium von Festkörper-Elektronensystemen in niedrigen (zwei oder weniger) Dimensionen und deren Quantenphänomene.

## Leben
Pepper studierte Physik an der University of Reading mit dem Bachelorabschluss 1963 und der Promotion (Ph. D.) 1967. Danach ging er in die Industrieforschung über Halbleiter an das Caswell Research Laboratory des Elektronikkonzerns Plessey. Ab 1973 begann seine Forschung am Cavendish Laboratory der Universität Cambridge, wo er bis 2008 blieb. Dort arbeitete er lange mit dem Theoretiker und Nobelpreisträger Nevill Mott über Lokalisierungsphänomene in Halbleitern zusammen. 1985 übernahm er dort die Leitung der Halbleiterforschungsgruppe und 1987 wurde er Professor. Gleichzeitig arbeitete er für die Industrie, bis 1982 für Plessey und dann für General Electric Company (GEC) am GEC Hirst Research Center und in gemeinsamen Projekten von GEC und der Universität Cambridge. 1991 wurde er geschäftsführender Direktor des neu gegründeten Toshiba Cambridge Research Centers (heute Cambridge Research Laboratories von Toshiba Europe, CRL) und wurde 2007 Senior Adviser von Toshiba. 2009 wurde er Pender Professor für Nanoelektronik am London Centre for Nanotechnology des University College London.
Er befasst sich mit Nanostrukturen in Halbleitern, Quantentransport, Lokalisierung und Metall-Isolator-Übergängen, Eigenschaften stark wechselwirkender Elektronengase in Festkörpern, Bose-Einstein-Kondensation in der festen Phase, hybride Magnet-Halbleiterstrukturen und physikalischen Anwendungen in Medizin und Biologie.
Pepper war 1980 einer der Ko-Autoren von Klaus von Klitzing im Originalartikel zum Quantenhalleffekt.
Pepper entwickelte eine elektrostatische Methode, zweidimensionale Elektronengas-Systeme auf null oder eine Dimension einzuschränken, und studierte damit verschiedene Quantenphänomene wie die Quantisierung der Leitfähigkeit ballistischer Elektronen in einer Dimension.
2001 war er Mitgründer von TeraView und deren wissenschaftlicher Direktor. Die Gesellschaft dient der kommerziellen Anwendung der Terahertz-Forschung am CRL.
1985 erhielt er die Faraday-Medaille des Institute of Physics (damals Guthrie-Medaille) und den Europäischen Physikpreis (European Physical Society). 1983 wurde er Fellow der Royal Society, deren Hughes Medal er 1987 und deren Royal Medal er 2005 erhielt. 2004 hielt er die Bakerian Lecture der Royal Society. 2000 erhielt er den ersten Mott-Preis des Institute of Physics, dessen Fellow er ist. 1982 wurde er Fellow des Trinity College in Cambridge und er erhielt an der Universität Cambridge 1987 einen Master of Arts und 1989 einen Ehrendoktor (D. Sc.). 2006 wurde Pepper als Knight Bachelor geadelt. 2009 wurde er Fellow der Royal Academy of Engineering. Seit 2012 ist er Mitglied der Academia Europaea. 2013 wurde Pepper wieder mit einer Faraday-Medaille ausgezeichnet; diesmal die der Institution of Engineering and Technology (IET). Ebenfalls 2013 erhielt er die Dirac Medal und eine Ehrendoktorwürde der University of New South Wales. Für 2019 wurde Pepper die Isaac-Newton-Medaille zugesprochen.